# Walt Whitman (attore)
Walt Whitman (Lyon, 1859 – Santa Monica, 27 marzo 1928) è stato un attore statunitense del cinema muto.

## Filmografia
- The Valley of Hate, regia di Tom Chatterton - cortometraggio (1915)
- Tools of Providence, regia di William S. Hart - cortometraggio (1915)
- The Mating, regia di Raymond B. West (1915)
- The Play of the Season, regia di Tom Chatterton - cortometraggio (1915)
- The Heart of Jabez Flint, regia di Jay Hunt - cortometraggio (1915)
- The Girl from the East, regia di Richard Stanton - cortometraggio (1915)
- Princess of the Dark, regia di Charles Miller (1917)
- The Last of the Ingrams, regia di Walter Edwards (1917)
- The Dark Road, regia di Charles Miller (1917)
- The Boss of the Lazy Y, regia di Clifford Smith (1917)
- Paddy O'Hara, regia di Walter Edwards (1917)
- The Desert Man, regia di William S. Hart (1917)
- The Millionaire Vagrant, regia di Victor Schertzinger (1917)
- The Girl, Glory, regia di Roy William Neill (1917)
- Wee Lady Betty, regia di Charles Miller (1917)
- Polly Ann, regia di Charles Miller (1917)
- The Tar Heel Warrior, regia di E. Mason Hopper (1917)
- The Firefly of Tough Luck, regia di E. Mason Hopper (1917)
- Without Honor, regia di E. Mason Hopper (1918)
- The Last Rebel, regia di Gilbert P. Hamilton (1918)
- His Enemy, the Law, regia di Raymond Wells (1918)
- Everywoman's Husband, regia di Gilbert P. Hamilton (1918)
- False Ambition, regia di Gilbert P. Hamilton (1918)
- The Price of Applause, regia di Thomas N. Heffron (1918)
- Daughter Angele, regia di William C. Dowlan (1918)
- The Heart of Humanity, regia di Allen Holubar (1918)
- Whom the Gods Would Destroy, regia di Frank Borzage (1919)
- John Petticoats, regia di Lambert Hillyer (1919)
- Dangerous Hours, regia di Fred Niblo (1919)
- Il segno di Zorro (The Mark of Zorro), regia di Fred Niblo (1920)
- The Home Stretch, regia di Jack Nelson (1921)
- The Northern Trail, regia di Bertram Bracken - cortometraggio (1921)
- I tre moschettieri, regia di (The Three Musketeers), regia di Fred Niblo (1921)
- The Girl from God's Country, regia di Nell Shipman e Bert Van Tuyle (1921)
- The Ne'er to Return Road, regia di Bertram Bracken (1921)
- Wasted Lives, regia di Clarence Geldart (1923)
- The Love Letter, regia di King Baggot (1923)
- The Grub Stake, regia di Nell Shipman e Bert Van Tuyle (1923)
- Long Live the King, regia di Victor Schertzinger (1923)
- Missing Daughters, regia di William H. Clifford (1924)